# Mary Ainsworth
Mary Dinsmore Salter Ainsworth (født 1. december 1913, død 21. marts 1999) var en amerikansk-canadisk udviklingspsykolog. Hun er kendt for sit arbejde med begyndelsen af følelsesmæssig tilknytning med Strange Situation design, samt hendes arbejde i udvikling af fastgørelsesteori. Ainsworth døde i en alder af 85 af et slagtilfælde.

## Liv og baggrund
Mary D. Salter Ainsworth blev født i Glendale, Ohio i 1913. Hun var den ældste af tre døtre til Charles og Mary Salter. Hendes forældre er begge uddannet fra Dickinson College. Ainsworth far havde en kandidatgrad i historie. Begge hendes forældre havde højt værdsatte uddannelser og forventede at deres børn skulle have gode faglige resultater. I 1918, da Ainsworth var 5 år gammel, blev hendes far overført til en produktionsvirksomhed i Toronto, Canada, hvor hun tilbragte størstedelen af sin barndom. Hun begyndte at læse i en alder af tre, og familien besøgte biblioteket en gang om ugen. Det var hendes mor, som valgte passende bøger til hendes niveau, der fik hende i gang med sin læsning. Hun var tæt knyttet til sin far, som overtog hvervet med at lægge hende i seng om aftenen og som sang til hende. Hun havde derimod ikke et nært forhold til sin mor. Hendes forældre lagde altid stor vægt på uddannelse, men det var William McDougalls bog "Tegn og livsførelse", som hun lånte fra biblioteket, da hun var 15 år, der inspirerede hendes interesse for psykologi.
Ainsworth begyndte at tage klasser på University of Toronto i en alder af 16 og besluttede at fokusere på psykologi. Hun var en af kun fem studerende som blev optaget på uddannelsen "The Honors Course in Psychology". Ainsworth afsluttede kursusaktiviteter til hendes bachelorgrad i 1935, og besluttede at fortsætte sin uddannelse ved University of Toronto i den hensigt at tjene sin doktorgrad i psykologi. Hun fik sin kandidatgrad i 1936 og hendes ph.d. blev ydet i 1939. Efter endt uddannelse forblev Ainsworth på University of Toronto for at undervise i et par år, før hun tiltrådte i canadiske kvinders Army Corps i 1942 under Anden Verdenskrig.
Mens hun var i hæren, begyndte Ainsworth som "Army Examiner" som interviewede og udvalgte medarbejdere i Kitchener, Ontario. Hendes opgaver omfattede administration af kliniske vurderinger samt personale vurderings prøvninger. Snart blev hun forfremmet til rådgiver for direktøren for Personaleudvælgelseskontor af den canadiske kvinders Army Corps i Ottawa hovedkvarter. Inden for et år tjeneste på hovedkvarteret, nåede hun rang af major i 1945.
Efter krigens sejr, VE-dag, vendte Ainsworth tilbage til Toronto for at fortsætte sin undervisning af personlighedspsykologi og hendes forskning fortsatte. Hun blev gift med Leonard Ainsworth, en ph.d.-studerende i psykologi afdelingen af University of Toronto i 1950 og flyttede til London for at han kunne afslutte sin Ph.D ved University College London. De blev skilt i 1960. De 10 år tilbragt sammen gav Mary mulighed for at møde og arbejde med mange indflydelsesrige psykologer, herunder John Bowlby, samt lejlighed til, da de flyttede til Kampala, Uganda, at hendes første "mor-barn" observation blev gjort.
Efter mange andre akademiske stillinger, herunder en lang stilling på Johns Hopkins University, nedsatte hun sig til sidst på University of Virginia i 1975, hvor hun forblev resten af hendes akademiske karriere indtil 1984. Hun blev da professor emeritus og forblev aktive indtil år 1992.
Ainsworth modtog mange æresbevisninger, herunder Award for "Distinguished Contributions to Child Development" i 1985, og " Distinguished Scientific Contribution Award" fra American Psychological Association i 1989. Hun blev valgt som fellow i American Academy of Arts and Sciences i 1992.

## Tilknytningsteori
Mary Ainsworth er mest kendt for sit arbejde inden for den tilknytningsteori, der blev grundlagt af John Bowlby . Hendes forskning og bidrag har haft en afgørende indflydelse på forståelsen af barnets tilknytning til dets primære omsorgsperson og de konsekvenser, dette har for barnets sociale og følelsesmæssige udvikling.
1. Ainsworths hovedinteresse var at forstå, hvordan børn udvikler tilhørsforhold (tilknytning) til deres forældre eller primære omsorgspersoner. Hendes forskning fokuserede på at identificere forskellige tilknytningsmønstre og undersøge, hvordan de påvirkede barnets adfærd og følelsesmæssige trivsel.

Et af Ainsworths mest kendte bidrag er udviklingen af "Strange Situation Procedure", en observationsmetode designet til at vurdere børns tilknytningsmønstre. Denne procedure indebærer, at et barn deltager i en række korte adskillelses- og genforeningssituationer med dets forældre eller omsorgspersoner og en fremmed person.
Ainsworth identificerede tre primære tilknytningsmønstre baseret på observationer i Strange Situation: sikker tilknytning, usikker-undgående tilknytning og usikker-ambivalent tilknytning. Senere blev der tilføjet et fjerde mønster, usikker-desorganiseret tilknytning.
1. Sikker Tilknytning:
  - Børn med sikker tilknytning føler sig trygge ved deres forældres tilgængelighed og er i stand til at udforske deres omgivelser. De søger trøst hos deres forældre under stress og genoptager derefter udforskningen.
2. Usikker-Undgående Tilknytning:
  - Børn med usikker-undgående tilknytning viser en tendens til at undgå kontakt og trøst fra deres forældre. De kan virke uafhængige og tilsyneladende ikke påvirkede af adskillelse.
3. Usikker-Ambivalent Tilknytning:
  - Børn med usikker-ambivalent tilknytning er ofte bange for adskillelse og kan have svært ved at blive beroliget af deres forældre efter en adskillelsesperiode. De kan være ambivalente i deres adfærd og følelser over for forældrene.
4. Usikker-Desorganiseret Tilknytning:
  - Senere blev et fjerde tilknytningsmønster identificeret, usikker-desorganiseret tilknytning, der kendetegnes af en inkonsekvent eller modsætningsfuld adfærd under Strange Situation og kan indikere større problemer i tilknytningsrelationen[10].

Mary Ainsworths arbejde har haft stor indflydelse på forskningen inden for udviklingspsykologi og har bidraget til at forme vores forståelse af, hvordan tidlige tilknytningsmønstre kan påvirke individets sociale og følelsesmæssige sundhed gennem hele livet.

## Indflydelse i Danmark
Mary Ainsworths tilknytningsteori har haft en bred international indflydelse, og hendes arbejde har også været kendt og taget i betragtning i Danmark. Hendes teori og forskning har bidraget til at forme forståelsen af tidlig barn-omsorgsperson-tilknytning og har haft implikationer for praksis inden for børnepsykologi og pædagogik.